# 哈爾科夫省
哈爾科夫省（羅馬化：Kharkovskaya guberniya，羅馬化：Kharkivska huberniia）是俄羅斯帝國的一個省，範圍大致包括斯洛博达乌克兰，即烏克蘭東北部，包括哈爾科夫州、蘇梅州南部和盧甘斯克州北部。面積54,493平方公里，1897年人口2,492,316人。首府哈爾科夫。
1780年建省，後改制為州。